# قطعنامه ۱۸۴۹ شورای امنیت
قطعنامه  ۱۸۴۹ شورای امنیت سازمان ملل متحد که در تاریخ ۱۲ دسامبر ۲۰۰۸ تصویب شد، سندی بین‌المللی دربارهٔ دادگاه جنایی بین‌المللی برای یوگسلاوی سابق است. این قطعنامه طی نشست ۶۰۴۰ام با ۱۵ رای موافق، ۰ مخالف و ۰ ممتنع تصویب شد.